# فردوسی هندی
فردوسی هندی (نام علمی: Erythrina variegata) نام یک گونه از سرده فردوسی است.